# 第3次小泉内閣 (改造)
第3次小泉改造内閣（だいさんじこいずみかいぞうないかく）は、衆議院議員、自由民主党総裁の小泉純一郎が第89代内閣総理大臣に任命され、2005年（平成17年）10月31日から2006年（平成18年）9月26日まで続いた日本の内閣。
前の第3次小泉内閣の改造内閣である。

## 概説
- 当初は第163特別国会の閉会後の11月2日に自由民主党役員人事と内閣改造を行うと見られていたが、小泉は突如10月28日に会期末前の10月31日に前倒しして行う方針を固め、翌日と翌々日に渡って人事の構想を練った。組閣方針は「改革意欲に富んだ人物」であり、翌年9月に自民党総裁の任期が終了しそのまま退く意思を固めているのを受け、いわゆる｢ポスト小泉｣を意識した人事と見られている。また、小泉は認証式後の記者会見でこの内閣を「改革続行内閣」と命名した。
- 組閣から40日後に内閣改造したのは、歴代最短記録。
- いわゆるポスト小泉の配置に注目が集まった。世論調査等での注目政治家は安倍、麻生、谷垣、福田（麻垣康三）だったが、福田以外全員閣僚に起用した。公明党の枠は引き続き1人で留任した。
- 最高齢は沓掛哲男（国家公安委員会委員長兼防災担当大臣兼有事法制担当大臣）の76歳1か月で最年少は安倍晋三（内閣官房長官）の51歳1か月。
- 改造後の世論調査では、小泉内閣の支持率が、前回（10月17日、18日）に比べ5.6ポイント上昇の60.1%。不支持率は、7.6ポイント減の28.7%だった。小泉内閣に求める最優先課題の1位は社会保障制度だった。小泉の後継首相に誰が望ましいかは、安倍晋三が51.8%と大きく引き離し、次いで福田康夫の9.7%だった。

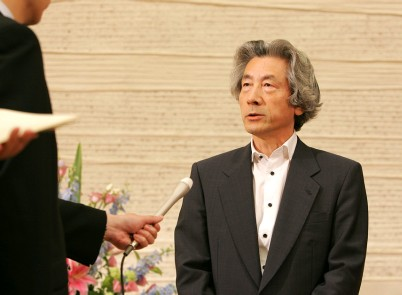
内閣総辞職に際してぶら下がり取材を受ける内閣総理大臣の小泉

- 2006年（平成18年）9月20日の小泉純一郎の自由民主党総裁任期満了に伴い、同月26日に総辞職した。首相在職日数1980日、5年5か月に及ぶ平成で最初の長期政権であった。

## 国務大臣
| 職名                                             | 氏名 | 氏名       | 所属                               | 特命事項等                                        | 備考           |
| ------------------------------------------------ | ---- | ---------- | ---------------------------------- | ------------------------------------------------- | -------------- |
| 内閣総理大臣                                     |      | 小泉純一郎 | 衆議院 自由民主党                  |                                                   | 自由民主党総裁 |
| 総務大臣                                         |      | 竹中平蔵   | 参議院 自由民主党 （無派閥）       | 郵政民営化担当                                    | 横滑り         |
| 法務大臣                                         |      | 杉浦正健   | 衆議院 自由民主党 （森派）         |                                                   | 初入閣         |
| 外務大臣                                         |      | 麻生太郎   | 衆議院 自由民主党 （河野グループ） | 内閣総理大臣臨時代理就任順位第3位                 | 横滑り         |
| 財務大臣                                         |      | 谷垣禎一   | 衆議院 自由民主党 （谷垣派）       | 内閣総理大臣臨時代理就任順位第2位                 | 留任           |
| 文部科学大臣                                     |      | 小坂憲次   | 衆議院 自由民主党 （津島派）       | 国民スポーツ担当 国立国会図書館連絡調整委員会委員 | 初入閣         |
| 厚生労働大臣                                     |      | 川崎二郎   | 衆議院 自由民主党 （谷垣派）       |                                                   | 再入閣         |
| 農林水産大臣                                     |      | 中川昭一   | 衆議院 自由民主党 （伊吹派）       | 内閣総理大臣臨時代理就任順位第5位                 | 横滑り         |
| 経済産業大臣                                     |      | 二階俊博   | 衆議院 自由民主党 （二階グループ） | 国際博覧会担当                                    | 再入閣         |
| 国土交通大臣                                     |      | 北側一雄   | 衆議院 公明党                      | 首都機能移転担当 観光立国担当                     | 留任           |
| 環境大臣 内閣府特命担当大臣 （沖縄及び北方対策） |      | 小池百合子 | 衆議院 自由民主党 （森派）         | 地球環境問題担当                                  | 留任           |
| 内閣官房長官                                     |      | 安倍晋三   | 衆議院 自由民主党 （森派）         | 内閣総理大臣臨時代理就任順位第1位                 | 初入閣         |
| 国家公安委員会委員長 内閣府特命担当大臣 （防災） |      | 沓掛哲男   | 参議院 自由民主党 （森派）         | 有事法制担当                                      | 初入閣         |
| 防衛庁長官                                       |      | 額賀福志郎 | 衆議院 自由民主党 （津島派）       |                                                   | 再入閣         |
| 内閣府特命担当大臣 （金融） （経済財政政策）     |      | 与謝野馨   | 衆議院 自由民主党 （無派閥）       | 内閣総理大臣臨時代理就任順位第4位                 | 再入閣         |
| 内閣府特命担当大臣 （規制改革）                  |      | 中馬弘毅   | 衆議院 自由民主党 （河野グループ） | 行政改革担当 構造改革特区及び地域再生担当         | 初入閣         |
| 内閣府特命担当大臣 （科学技術政策） （食品安全） |      | 松田岩夫   | 参議院 自由民主党 （津島派）       | 情報通信技術（IT）担当                            | 初入閣         |
| 内閣府特命担当大臣 （少子化・男女共同参画）      |      | 猪口邦子   | 衆議院 自由民主党 （無派閥）       |                                                   | 初入閣         |

## 内閣官房副長官等
- 内閣官房副長官
  - 長勢甚遠（森派）
- 内閣官房副長官
  - 鈴木政二（森派・参院）
- 内閣官房副長官
  - 二橋正弘
- 内閣危機管理監
  - 野田健
- 内閣法制局長官
  - 阪田雅裕

## 内閣総理大臣補佐官
- 内閣総理大臣補佐官（都市再生担当） - 牧野徹
- 内閣総理大臣補佐官（郵政民営化担当） - 渡辺好明

## 副大臣
11月2日任命。
- 内閣府副大臣 - 嘉数知賢、櫻田義孝（津島派）、山口泰明
- 防衛庁副長官 - 木村太郎（森派）
- 総務副大臣 - 菅義偉（丹羽・古賀派）、山崎力
- 法務副大臣 - 河野太郎（河野グループ）
- 外務副大臣 - 塩崎恭久（丹羽・古賀派）、金田勝年（津島派）
- 財務副大臣 - 竹本直一（丹羽・古賀派）、赤羽一嘉（公明党）
- 文部科学副大臣 - 河本三郎（高村派）、馳浩（森派）
- 厚生労働副大臣 - 中野清（伊吹派）、赤松正雄（公明党）
- 農林水産副大臣 - 宮腰光寛、三浦一水（伊吹派）
- 経済産業副大臣 - 西野陽（丹羽・古賀派）、松あきら（西川玲子）（公明党）
- 国土交通副大臣 - 江崎鐵磨（二階グループ）、松村龍二（森派）
- 環境副大臣 - 江田康幸（公明党）

## 大臣政務官
11月2日任命。
- 内閣府大臣政務官 - 後藤田正純：-2006年（平成18年）9月8日、平井卓也、山谷えり子（小川惠里子）
- 防衛庁長官政務官 - 高木毅、愛知治郎
- 総務大臣政務官 - 上川陽子、桜井郁三、古屋範子（公明党）
- 法務大臣政務官 - 三ッ林隆志
- 外務大臣政務官 - 伊藤信太郎、山中燁子、遠山清彦（公明党）
- 財務大臣政務官 - 西田猛：-2006年（昭和18年）6月8日、野上浩太郎
- 文部科学大臣政務官 - 吉野正芳、有村治子
- 厚生労働大臣政務官 - 西川京子、岡田広
- 農林水産大臣政務官 - 金子恭之、小斉平敏文
- 経済産業大臣政務官 - 片山さつき、小林温
- 国土交通大臣政務官 - 石田真敏、後藤茂之、吉田博美
- 環境大臣政務官 - 竹下亘